# Johan Fredric Fehmer

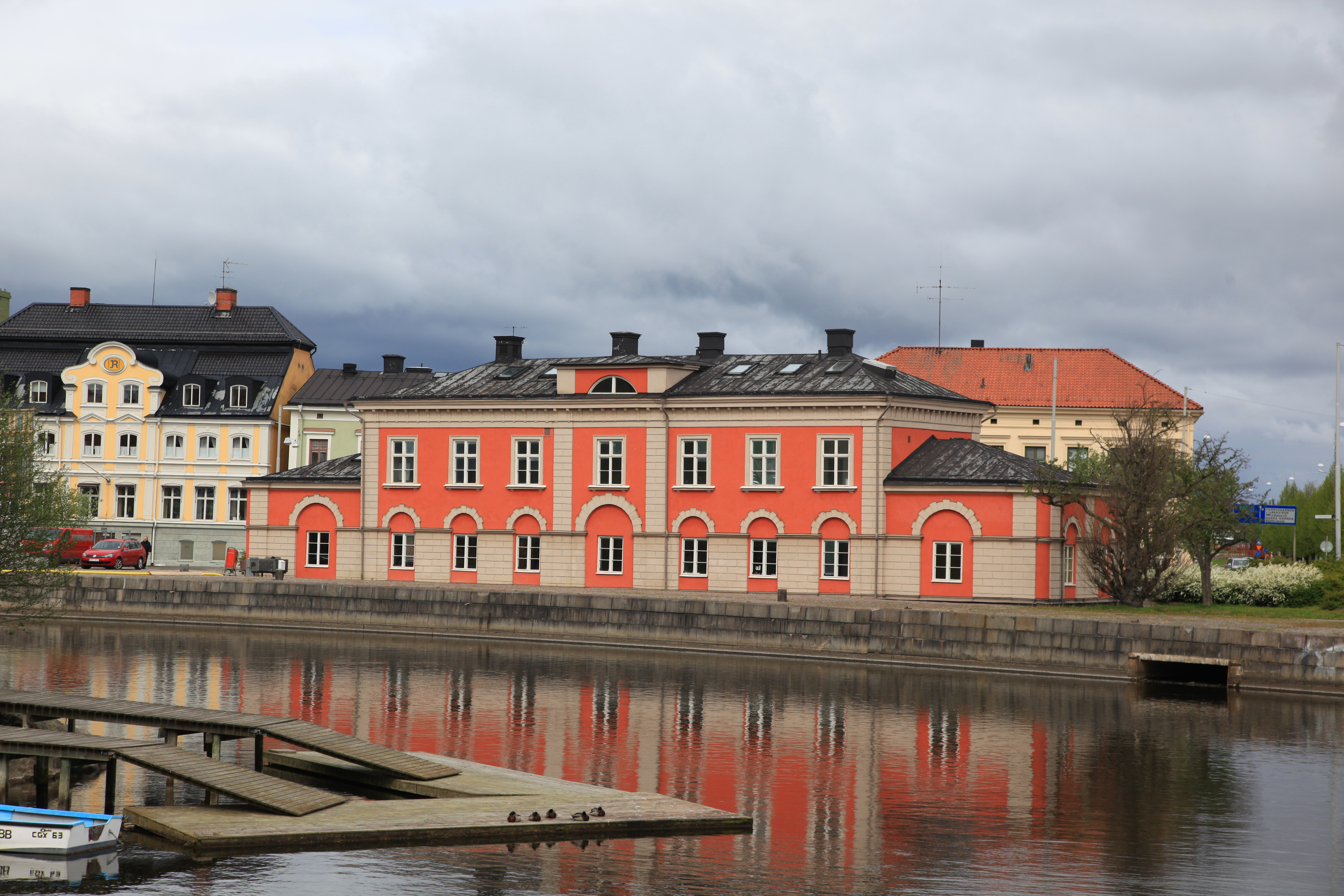
Gamla tullhuset

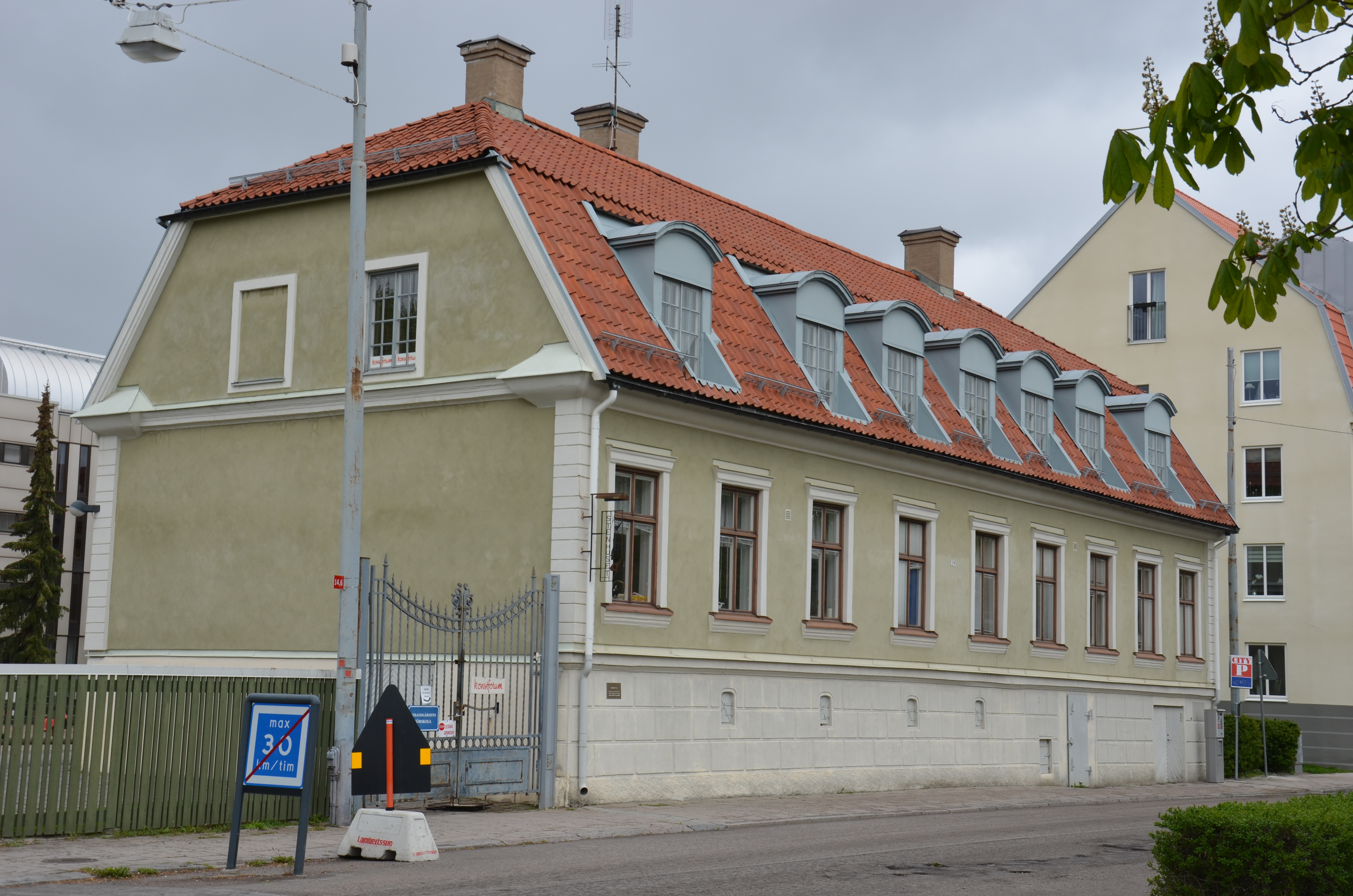
Stenhuset på Saltängen

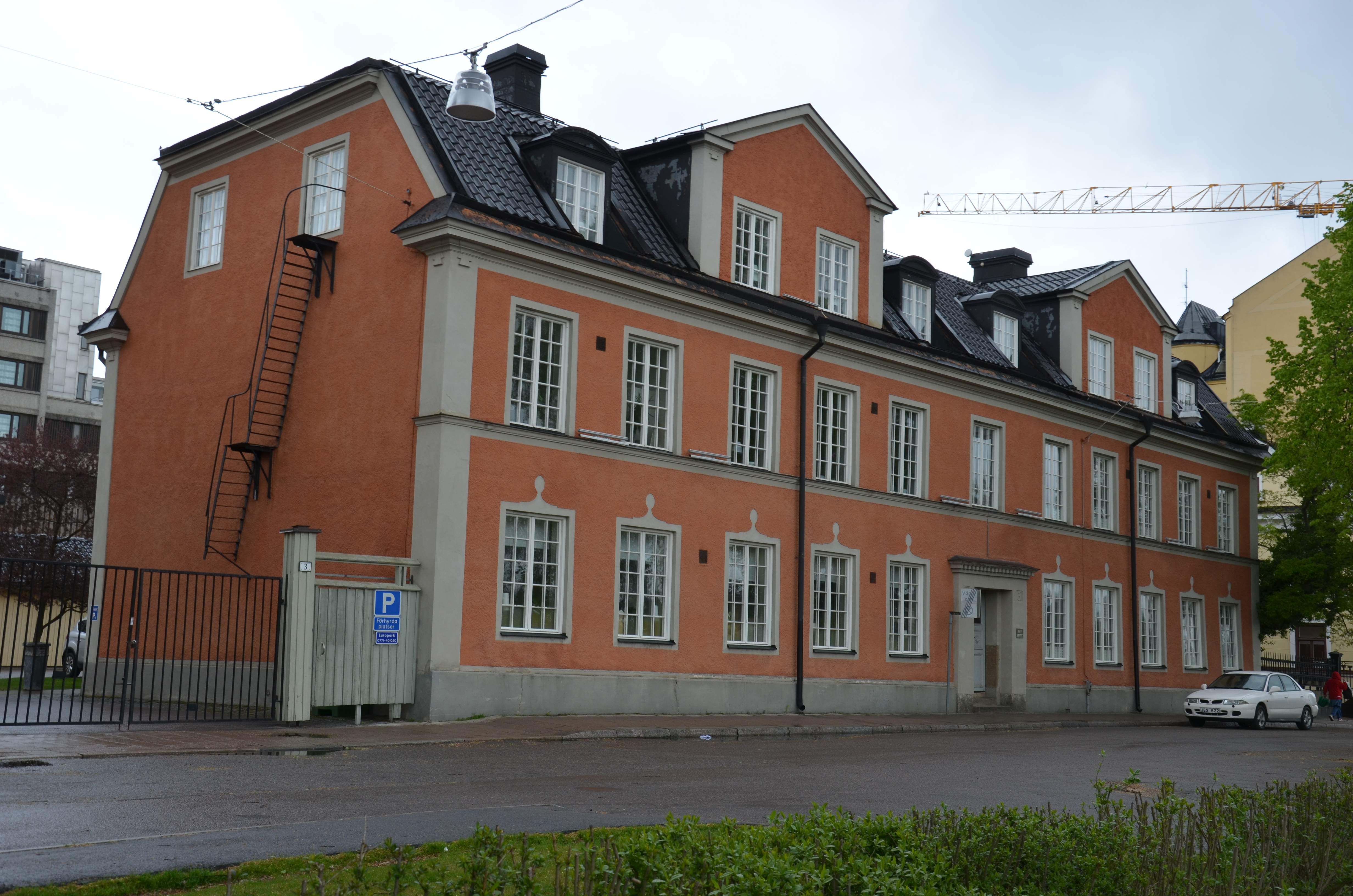
W6-huset

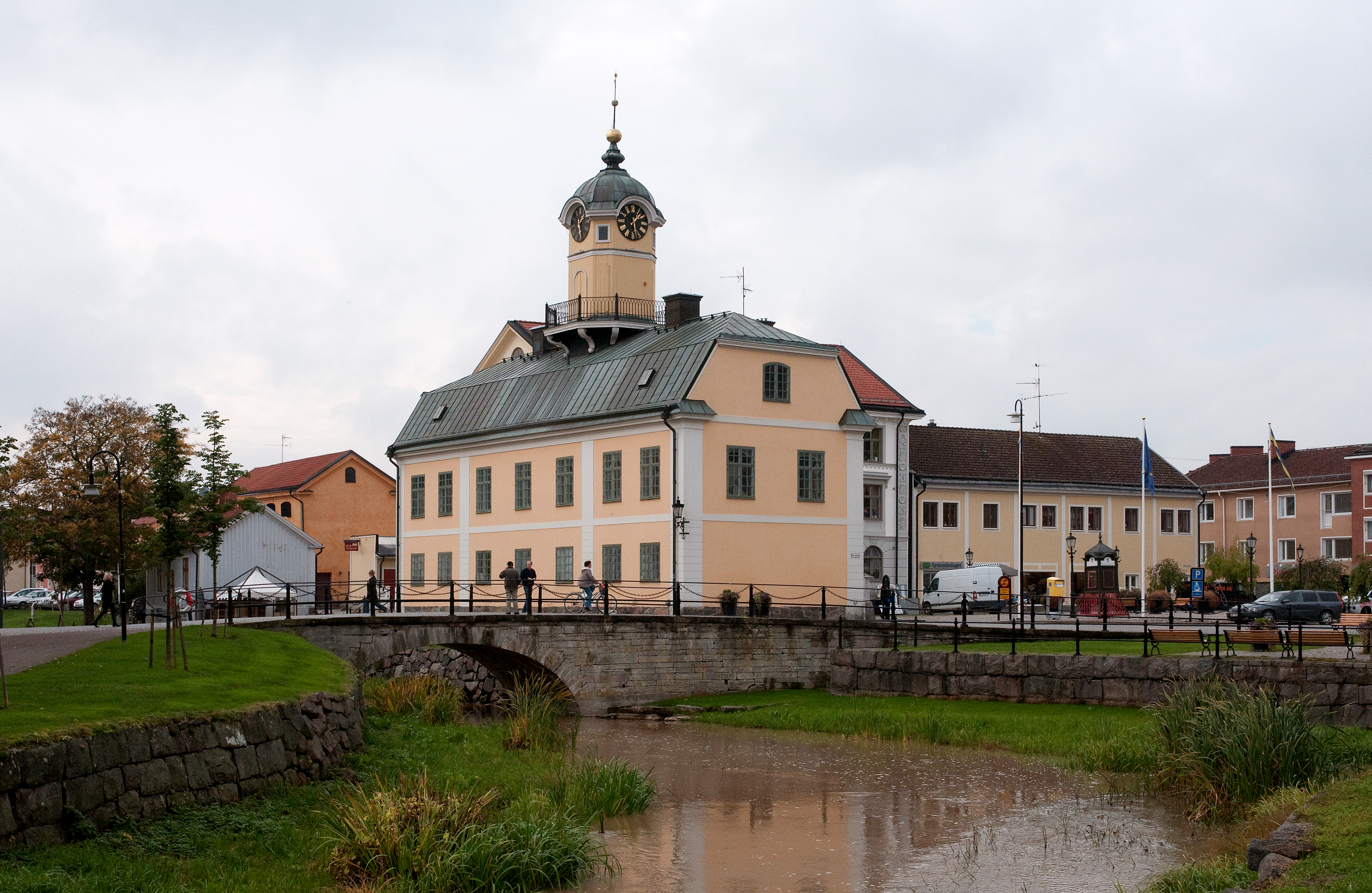
Söderköpings rådhus

Johan Fredric Fehmer, född 14 april 1735 i Tyskland, död 9 maj 1817 i Norrköping (Hedvig), Östergötlands län, var en svensk murarmästare och byggmästare. Fehmer bodde i Norrköping och verkade i Östergötland.

## Verk i urval
- Stenhuset på Saltängen i Norrköping
- Norrköpings tullpackhus
- W6-huset i Norrköping, omkring 1760
- Söderköpings rådhus (1777)[2]
- Västra Eneby kyrka (1778–1780).[3]
- Ombyggnad av Styrstads kyrka i Linköpings kommun, 1782
- Sankt Johannis gamla kyrka i Norrköping, 1787-89, efter ritningar av Jacob Wulf[4]